# Rafaela Camelo

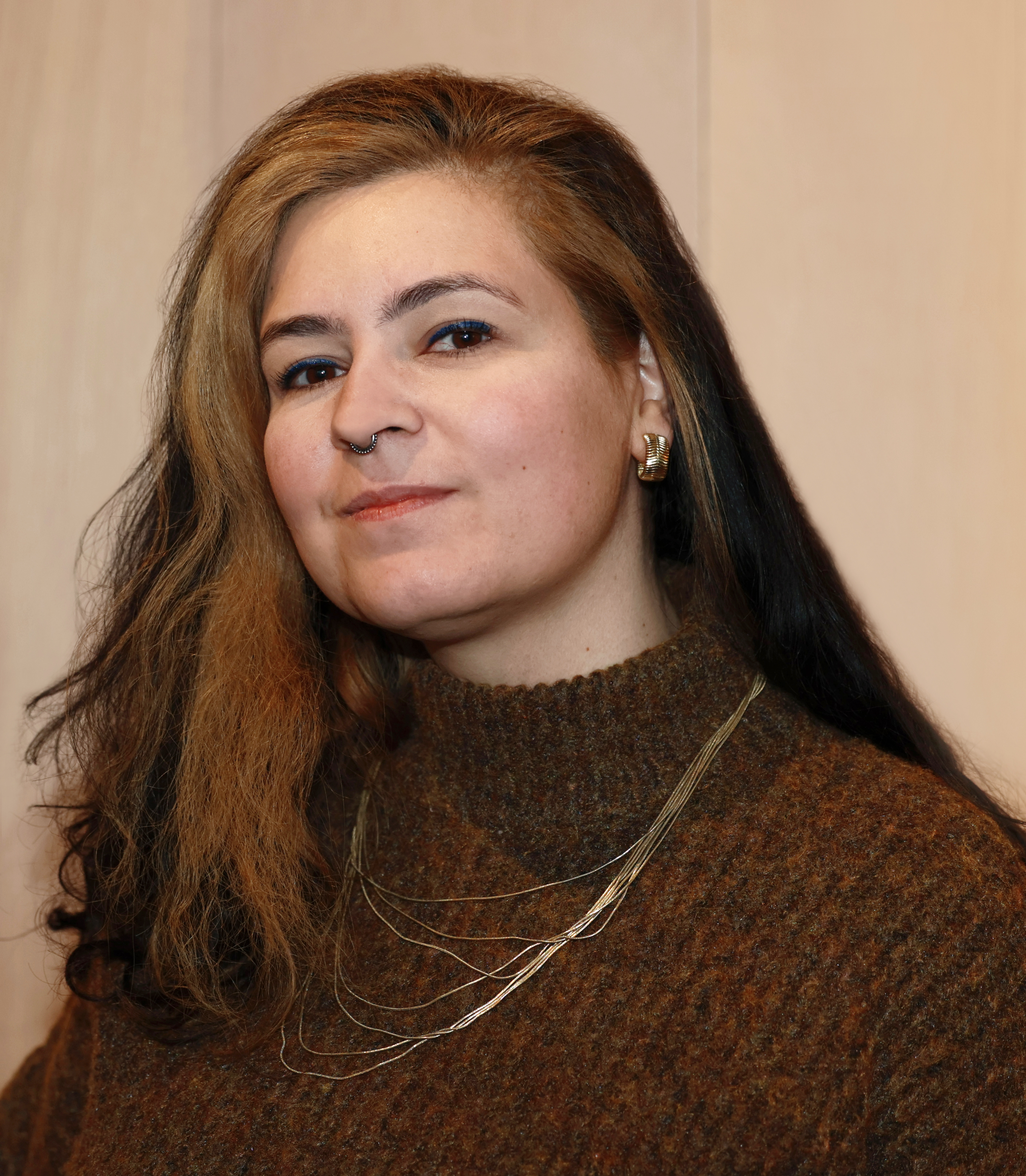
Rafaela Camelo, 2023

Rafaela Camelo (anhörenⓘ; * 19. November 1985) ist eine brasilianische Regisseurin und Drehbuchautorin, deren Arbeit auch auf der 73. Berlinale (2023) und der 75. Berlinale gezeigt wurde.

## Leben und Karriere
Rafaela Camelo wuchs in der Region Planalto Central in Brasilien auf und studierte von 2004 bis 2010 Film an der Universidade de Brasília (UnB). Nachdem sie dort ihren Bachelor erhalten hatte, erwarb sie einen weiteren Abschluss im Schreiben von Drehbüchern von der Fundação Armando Álvares Penteado (FAAP) in São Paulo.
Bereits ihr Kurzfilm-Debüt A Arte de Andar pelas ruas de Brasília (The Art of Walking Through the Streets) aus dem Jahr 2011, für den sie sowohl das Drehbuch schrieb, als auch Regie führte, wurde beim Festival Internacional del Nuevo Cine Latinoamericano in Havana gezeigt. Ein weiterer ihrer Kurzfilme, O Misterio da Carne, (Desires of the Flesh) war zum Sundance Film Festival eingeladen und gewann den Preis des besten Films beim Biarritz Latin American Festival. Auch hier war sie für Regie und Drehbuch verantwortlich.
Rafaela Camelo ist Mitglied des Talentnetzwerks Projeto Paradiso, einer Organisation, die in Brasilien herausragende professionelle Filmschaffende des audiovisuellen Sektors zusammenführt. 2021 wurde sie innerhalb des Berlinale Talent Buenos Aires ausgewählt. Mit Unterstützung der Nouvelle-Aquitaine Region (Frankreich) und der Auszeichnung des besten Drehbuchs beim BAL-LAB 2019, einer französischen Organisation, die sich der Bildung widmet und sich dabei unter anderem auf Videos, Filme und neue Medien konzentriert, soll ihr erster Spielfilm Sangue do meu Sangue (Blood of My Blood) gedreht werden.
Callum McLennan beschrieb Rafaela Camelo auf variety.com 2023 als „one of ten next Brazilian gen talents“ (eins von den zehn brasilianischen Talenten der neuen Generation). In ihren Filmen sind sowohl Religiosität als auch Coming-of-Age wiederkehrende Themen. Sie selbst sagte in einem Interview „There are not enough women making films. So, we see it as an important mission to contribute to Brazilian cinema and to tell women’s stories. There is a need for that.“ (Es gibt nicht genügend Frauen unter den Filmschaffenden. Deshalb sehen wir es als unsere Mission an, zum brasilianischen Kino beizutragen und die Geschichten von Frauen zu erzählen. Es gibt dafür einen Bedarf.)
Sie nahm 2023 mit As miçangas, einem Kurzfilm, bei dem sie mit Emanuel Lavor Regie führte, an der 73. Berlinale in der Sektion Berlin Shorts teil. Zwei Jahre später nahm sie mit A natureza das coisas invisíveis erneut an einer Berlinale teil. Ihr Film eröffnete die Sektion Generation Kplus und feierte dort Weltpremiere.

## Auszeichnungen und Nominierungen
- 2011 für A Arte de Andar pelas ruas de Brasília Bester Film beim Biarritz Latin American Festival
- 2023 Teilnahme des Films As Miçangas in der Sektion Berlin Shorts 73. Berlinale[8]
- 2024 Goldener Reiter der Jugendjury des 36. Filmfests von Dresden für As Miçangas[9]
- 2025 Teilnahme des Films A natureza das coisas invisíveis in der Sektion Generation Kplus der 75. Berlinale[10]

## Filmografie
- 2011: A Arte de Andar pelas ruas de Brasília (The Art of Walking Through the Streets) (Kurzfilm)
- 2019: O Mistério da Carne (Desires of the Flesh) (Kurzfilm)
- 2023: As miçangas (The Beads) (Kurzfilm gedreht in Co-Regie mit Emanuel Lavor)
- 2025: A natureza das coisas invisíveis (Die Natur der unsichtbaren Dinge)